# Phare de Kalbådagrund
Le phare de Kalbådagrund (en finnois : Kalbådagrundin majakka) est un phare en mer dans le golfe de Finlande, au large de la municipalité de Porvoo, en région d'Uusimaa (Finlande).

## Histoire
Le phare est localisé sur un dangereux banc de sable  à 12 km du rivage et à environ 25 km au sud de Porvoo. Il a remplacé une station de bateau-phare et celui-ci a été converti en un restaurant de quai à  Vaasa.
La construction du phare a commencé au printemps 1950 sur le chantier naval de Suomenlinna. La tour a été érigée à l'automne 1952, le caisson a été coulé à une profondeur de 10 m.
Le phare a été mis en service à l'automne 1953. En 1977, une aire d'atterrissage pour hélicoptères a été construite sur le toit et la tour a été renforcée. Ce phare, totalement automatisé, est exploité à partir de la station de pilotage du phare d'Harmaja et n'est accessible que par bateau.

## Description
Le phare  est une tour circulaire de 27 mètres de haut, avec une triple galerie et lanterne blanche. La tour, incorporant les quartiers de gardiennage, est peinte en rouge avec une bande centrale blanche. Elle est dotée d'une plateforme pour hélicoptère. Il émet, à une hauteur focale de 25 mètres, quatre longs éclats blancs toutes les 30 secondes. Sa portée nominale est de 12 milles nautiques (environ 22 km).
Identifiant : ARLHS : FIN-013 - Amirauté : C5239 - NGA : 14084.

### Lien connexe
- Liste des phares de Finlande